# マイクロンメモリジャパン
マイクロンメモリジャパン株式会社（英語: Micron Memory Japan, K.K.、略称:MMJ）は、広島県東広島市に本社を置く、DRAM、NAND型フラッシュメモリなど最先端半導体メモリ製品の開発・設計および生産を行う企業。
マイクロンジャパン (MJP) と共にアメリカのマイクロン・テクノロジ (MTI) 傘下にある。
本稿では前身のエルピーダメモリ株式会社（英語: Elpida Memory, Inc. 、略称︰エルピーダ）についても記述する。

## 設立から現在まで
当社の発祥は、1999年12月20日に日本電気 (NEC) と日立製作所のDRAM事業部門が統合して設立されたNEC日立メモリである。
設立当初は、母体となった両社から経営者が交互に送り込まれた役員人事もあって、業績も低迷した。

### 価格カルテル疑惑
2002年に、シャーマン法関連の法整備が完了したアメリカ司法省はDRAMメーカーの活動の精査を開始した。
1999年4月から2002年6月にかけて主要DRAMメーカーが国際的な価格カルテルを結んで不正に市場価格を操作することによって顧客である同国のコンピュータメーカーに損害を与えたとされる行為に対してこの訴訟が起こされた。
サムスン電子、ハイニックス半導体、インフィニオン・テクノロジーズ、マイクロン・テクノロジ、NEC日立メモリの5社が対象であった。
ただし、マイクロン・テクノロジは司法取引に応じ、反トラスト法違反への調査に協力する代わりに訴訟の対象からは免れたため、サムスン電子、ハイニックス半導体、インフィニオン・テクノロジーズ、NEC日立メモリの4社および関与したとされる17人が捜査対象となった。
4社は合計7億3100万アメリカドルの罰金を支払うことで、それぞれ米国司法省と和解したが、
この罰金額は、特定産業を巡る米国司法省の反トラスト刑事捜査において科された罰金額としては、2番目に巨額であった。
NEC日立メモリから社名変更後のエルピーダメモリは2006年1月31日、アメリカ司法省から訴えられていたシャーマン反トラスト法違反について、和解金額8400万ドルで和解が成立したことを発表した。
この和解金額は、同社の母体の日本電気と日立製作所の販売分を含めたものであり、エルピーダメモリ単独での負担は950万ドルである。
三菱電機も同じく捜査対象であったが、同社からエルピーダメモリへのDRAM事業の譲渡は2003年3月であり、同社への影響は無かった。
また、エルピーダメモリの当時の副社長であるジェームズ・ソガスが本件への関与を認め、25万ドルの罰金と7ヶ月の禁固刑を科せられた。
この金額は2005年3月期にアメリカ司法省・欧州委員会・カナダ司法省による反トラスト法捜査関連の損失を想定し計上された引当金19億円の範囲内であった。
エルピーダメモリの2005年3月期の業績は、この引当金計上のため減額修正せざるを得なくなり、赤字に転落した。
アメリカ司法省による刑事訴訟とは別に、DRAMチップを購入していた同国のコンピューターメーカーであるデル、コンパック・コンピュータ、ヒューレット・パッカード、Apple、IBM、ゲートウェイの6社から反トラスト法違反による損害賠償請求の民事集団訴訟が起こった。
訴訟の対象となっていた8社のうち、サムスン電子・ハイニックス半導体・キマンダの3社は2006年5月に合計1億6000万ドルを支払うことで和解しており、エルピーダメモリも2009年2月に和解が成立した。
価格カルテルの背景には2000年から2001年に掛けてのパソコンの売上不振に伴う大幅なDRAM価格下落があった。
特に2000年10月から2001年3月の間で、価格が75 %も下落して販売価格が製造原価を下回る事態になった。
アメリカ連邦取引委員会が公表したマイクロン·テクノロジのキャシー・ラドフォードの2001年11月26日の電子メールには、同社がDDR SDRAMの価格を引き上げれば全サプライヤーが同調するとの旨が記されている。
その後、2002年に入った頃から、低迷していた価格が底を打って上昇に転じていった。

### 坂本幸雄の代表取締役就任
同社の商号がエルピーダメモリに改称された後の坂本幸雄を代表取締役とする経営陣の下では業績は上昇基調にあった。
NEC日立メモリの設立当時、同社の母体である日本電気と日立製作所のDRAM市場でのシェアはそれぞれ約11%と約6%であった。
その後も業績低迷がしばらく続き、同社のシェアは2002年には4%台まで落ち込んだ。
しかし、坂本の代表取締役就任後は、同社のDRAM市場シェアは持ち直し、東京証券取引所の市場第一部に株式公開した2004年には6%まで上昇し、2006年には10.2%と合併以前の日本電気の水準まで持ち直した。
2008年時点のガートナーの調査に拠れば、サムスン電子・ハイニックス半導体に次ぐ14.2%のシェアを占めた。
日本の比較優位産業が揃って世界金融危機発生後の収益性悪化に喘いでいた2009年第3四半期には、サムスン電子(35.6%)・ハイニックス半導体(21.6%) に次ぐ16.8%のシェアであったが、第4四半期にはサムスン電子(31.7%)・ハイニックス半導体(21.6%) に次ぐ19.4%とシェアを上げていた。

### 世界金融危機の影響
2007年のパリバ·ショックや2008年のリーマン·ショックとそれに続く2010年の欧州ソブリン危機のようなサブプライム住宅ローン危機に伴う世界金融危機が立て続けに起こる中で、日本のみが金融緩和政策を執らなかったことで、諸外国との予想実質金利差が拡大し、交易条件の動きと大幅に乖離した超円高が何年も持続した。
これによって、当時実質生産性成長が著しく日本の比較優位産業である電機産業の中でも筆頭格の半導体事業を手掛けるエルピーダメモリは勿論のことながら、他の比較優位産業も含めて、その収益性が大幅に悪化し続けた。
何故ならば、比較優位産業(輸出企業)の他国との相対的な収益性の変化は「交易条件指数/実質実効為替レート指数」に因るからである。
経済学者で第2次安倍内閣及び第2次安倍改造内閣の内閣官房参与を務める浜田宏一が「日本銀行がエルピーダを潰したと言っていい」と発言した理論的背景はここに在る。
なお、コモディティ製品では非常に高い実質生産性成長率が実現されていて、これは外国でも日本国内でも同様である。
日本では、DRAMやフラッシュメモリを含む電機・電子産業を筆頭に特に顕著である。

### 改正産業活力再生法適用
2009年2月4日に、エルピーダメモリが日本国政府が新たに作成中である、改正産業活力再生法の適用申請を検討中であると報じられた。
同年6月30日、経済産業省より産業活力再生法の適用が発表され、同社は一般企業に公的資金を注入する（日本政策投資銀行への第三者割当）第1号案件となった。その後、事業再構築計画は幾度か変更されている。

### 会社更生法適用
2012年2月14日に、エルピーダメモリは2012年3月期第3四半期報告書に、公認会計士が「継続企業の前提に関する重要な不確実性が認められる」との注記を加えた。
既述の通り、同社は2009年6月30日に経済産業省から産業活力再生法に基づいた事業再構築計画の認定を受けたが、これが2012年3月31日に終了することとなっていた。
また、その際に日本政策投資銀行に発行した優先株式の金銭を対価とする取得請求権が2012年4月2日以降に行使可能であった。
この計画に基づく主要取引銀行を中心とする金融機関からの借り入れも2012年4月2日で返済期限を迎える。
その後の1年間に有利子負債の返済も予定されていた。
つまり、産業活力再生法に基づく事業再構築計画の実施終了に伴い、日本政策投資銀行をはじめとする取引銀行からの借り入れについて返済期限が到来するが、未だ返済の目処が立っていないことに加えて返済猶予などの協議も進んでいないことから、継続企業の前提に重要な疑義が生じるような状況に陥っている、としてこの注記に至ったと見られる。
エルピーダメモリは会社更生法適用申請の4日前である2012年2月23日に、2012年3月28日に臨時株主総会を開いて次の2点を決議に付す、との旨を発表していた。
資本金の額の減少
(改正産業活力再生法適用の件で、)日本政策投資銀行金銭対価取得請求権行使可能日以降、本件優先株式につき優先株主による本件金銭対価取得請求権の行使がある場合において、当該請求の対象となる本件優先株式の全部を取得することを可能とするための努力をすべく、分配可能額が不足をしないようにする。
定款一部変更
今後の事業計画遂行及び財務健全性確保のため、資本増強を伴う資金調達を機動的に行うことができる状態を維持しておくことを目的として、発行可能株式総数及び普通株式の発行可能種類株式総数を拡大する。
このうちの後者について、エルピーダメモリが会社更生申し立ての直前まで会社が従来通りの形で存続するかのような発表をしたとして、同社の元株主ら7人が2013年7月13日に坂本幸雄元代表取締役などの元経営陣8名を相手取り、2012年2月23日の株価終値である349円/株を基準額としたうえで保有株式数に応じた額をそれぞれの損害額として、合計約1億1500万円の損害賠償請求を起こした。
なお、臨時株主総会の開催通知を出す9日前の2012年2月14日に、エルピーダメモリは会社存続に関する重大な疑義があることを発表していた。
これに付随して、この2012年2月23日には次の2点の理由でエルピーダメモリの株式に思惑買いが集まり株価が急伸した、という経緯も有る。
- マイクロン·テクノロジと南亜科技(Nanya)の合弁会社である華亜科技(Inotera)が2012年2月22日にマイクロン·テクノロジを対象に約140億円の第三者割当増資を実施し、マイクロン·テクノロジが株式の40％を保有することで筆頭株主に躍り出た。
  - 「日米台連合」が前進する環境が整ったとの見方が市場に広がった。
- ゴールドマン·サックスとクレディ·スイスがエルピーダメモリの株式を大量に購入した。

エルピーダメモリは、2007年以降の世界金融危機の経済悪化に関係した、過度な流動性選好による超円高にDRAM価格の暴落も重なり、数四半期続く巨額赤字から脱しきれず、それから約半月後の2012年2月27日に東京地方裁判所に会社更生法適用の申請して、更生会社となった。これは近年運用が始まった、DIP型会社更生手続きの申請であった。
なお、当時の経営陣に重大な経営責任はないとの東京地方裁判所の判断の下で、DIP型会社更生手続申請が承認されている。これと平行して、アメリカ合衆国のデラウェア州破産裁判所に、連邦倒産法第15章に基づく更生計画の認可を申請した。また、同日に子会社の秋田エルピーダメモリも、会社更生法適用の申請を行った。
このために、自己株式を除く発行済株式の全ての無償取得及び発行済株式の全ての消却・資本金の額及び資本準備金の額の減少(所謂100%減資)・管財人を引受人として募集株式の発行が行われた。
なお、超円高の解消と共に、マイクロン·テクノロジに買収される直前の(会社更生法適用申請から1年後余りが経過した)2013年3月時点でエルピーダメモリは単月ベースで黒字転換した。
その後、同社は単独決算で1000億円以上の営業利益を挙げているとされる。
同社の負債額は4480億3300万円で、同社が会社更生法適用の申請を行った2011年2月まででは製造業で負債額が最大の倒産の案件となる。
なお、本件に伴って、2012年3月28日に東京証券取引所株式と台湾証券取引所で2011年2月に上場していた台湾預託証券(TDR)の上場が廃止された。
2013年2月28日に、エルピーダメモリは債権者の書面投票による更生計画案の決議の結果として更生担保権の組と更生債権の組でそれぞれ99.54%と67.90%の同意を得て、東京地方裁判所から更生計画案の認可を受けている(官報公告2013年3月15日・即時抗告期間2013年3月15日~29日)。
即時抗告期間中には一部の債権者から即時抗告がなされたが、東京高等裁判所は2013年5月13日に債権者による抗告には理由が無いものとして抗告を何れも棄却する決定を下している。
さらに、2013年6月10日に東京地方裁判所による更生計画認可決定に対する債権者(2名)からの不服申立てが東京高等裁判所に却下され、更生計画認可決定が確定した。
担保権付債権のうち、更生担保権として認められた部分の弁済率は100%で、一般更生債権の弁済率としては17.4%(+追加弁済)である。
アメリカにおける更生計画の認可申請では投資ファンドなどの一部の債権者が、マイクロン·テクノロジ側に有利な取引である、などとして更生計画に反対していたが、2013年1月17日にデラウェア州破産裁判所は、マイクロン·テクノロジがエルピーダメモリを買収する計画に問題はない、との判断を下した。
その後、債権者の異議申し立て期限である2013年6月7日16時までに申し立ては無く、2013年6月26日に東京地方裁判所による更生計画認可決定について米国デラウェア州破産裁判所の承認を得た。

### マイクロン·テクノロジによる買収
マイクロン·テクノロジはエルピーダメモリおよび秋田エルピーダメモリの取得および支援を目的に両社とスポンサー契約を締結し、2012年7月にマイクロン·テクノロジは契約時に現金600億円の支払いを行い、エルピーダメモリの全株式を取得すると発表した。
この合意については2012年12月に公正取引委員会の私的独占の禁止及び公正取引の確保に関する法律（独占禁止法）に関する審査が終了している。
また、2019年までを目処にファウンドリとしての生産契約により1400億円程度を支払うとしている。
2013年7月31日にマイクロン・テクノロジとエルピーダメモリはスポンサー契約手続が完了したと発表した。これにより、マイクロン·テクノロジはエルピーダメモリ及び秋田エルピーダメモリの全株式を取得して完全子会社化した。
さらに、力晶半導体(Powerchip)から 瑞晶電子(Rexchip)の株式を全株式の24%分を取得し、エルピーダメモリの保有分の約65%と合わせて出資比率を約89%として瑞晶電子を傘下に収めた。
これらの手続の完了に伴い、坂本幸雄が代表取締役兼管財人の職を辞任し、木下嘉隆がその後任に就いた。
エルピーダメモリは、このスポンサー契約で得た資金を第1回の弁済に充てて債務の3.5％を弁済し、その後は、マイクロン·テクノロジからの製造委託費として2019年までの7年間に計1400億円を受け取って残る13.9％を6回に分けて弁済する。
実際の弁済としては第1回目の減増資として2013年5月27日の株式全ての無償取得・消却が行われ、同社はマイクロンメモリジャパンとして、マイクロン·テクノロジの完全子会社となっている。
製品ブランドもマイクロン(英: Micron)に統一された。
その後も、計画通りに弁済が行われている。
マイクロン·テクノロジは2014年第1四半期を目処にエルピーダメモリとの事業統合を完了させ、その商号を統合完了まで維持すると発表していた。
そして、2014年2月28日にその商号をマイクロンメモリジャパンに改称している。
本件に関して、坂本幸雄は次のような旨を述べている。
- 「マイクロンと一緒に作業を進める上で、財務に対する考え方が全く異なることに気付かされた。エルピーダでは、私を含めて財務担当者がきちんと仕事をしていなかった。あと、メインバンクを作らなかったことも会社更生法申請の一因になったと思う。」
- 「できることなら更生法は選びたくなかったし、従業員にも債権者にも多くの人に迷惑を掛けた。この1年半、家族を含む皆から冷たい目で見られて、辛い思いをした。でも銀行から資金を入れて会社を生かさず殺さずの状態にして、大幅なリストラを行うことは正しくないと思っていた。」

### 広島工場の増強

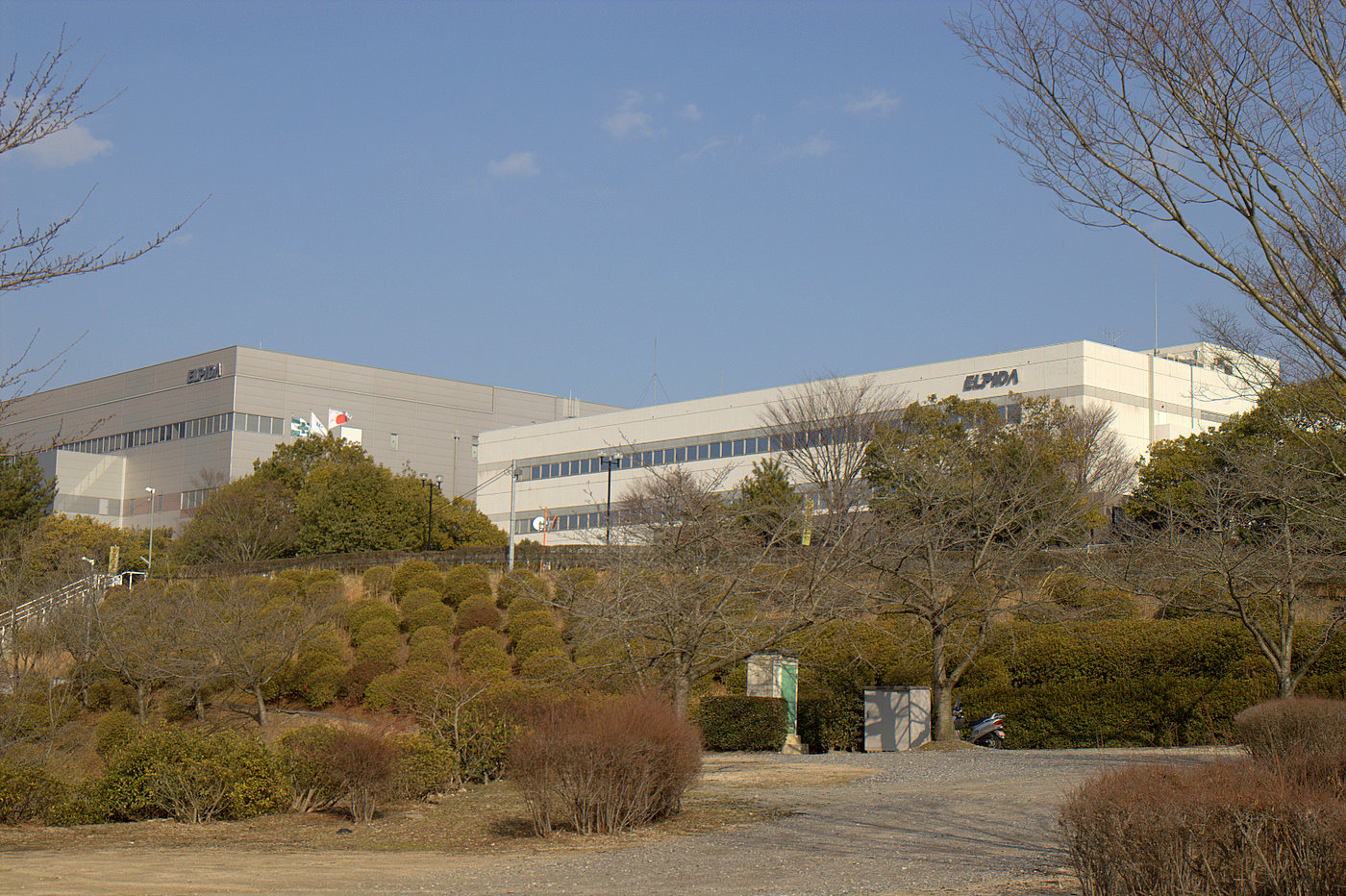
マイクロンメモリジャパンの広島工場・広島開発センター。写真は旧エルピーダメモリ時代の2009年に撮影されたもの。

マイクロンは、2013年以降、日本に130億ドル以上の投資を行い、日本国内で1,500人以上の人材を新規雇用しており、2022年までの過去5年間、対日直接投資額が最大の海外企業となっている。
2021年10月、日刊工業新聞はマイクロンが広島工場（広島県東広島市）の近くに土地を取得して新工場を建設し、2024年までに稼働すると情報源を示さず報じた。半導体製造装置などを含む総投資額は6000億―8000億円、雇用創出効果は協力会社込みで2000―3000人規模と予想されるとしている。広島工場の敷地内には製造棟の増設余地がないため、DRAM工場のある台湾、NAND型フラッシュメモリー工場のあるシンガポールを含めて新工場の立地を検討したが、台湾海峡の有事リスクやアカデミア・サプライヤーとの連携の観点から日本に決めたもようだと報じた。日刊工業新聞の取材に対して、マイクロンは「特定の製造施設の投資計画については公表していない」と回答した。
広島工場では、最先端の「1β」世代のプロセスノード（13nmクラス）が開発され、2022年11月、世界で初めて1β DRAMの量産と特定のスマートフォンメーカーへのLPDDR5Xモバイルメモリのサンプル出荷を開始した。マイクロンは約1394億円を投じて、データセンターや人工知能などに必要な1β世代DRAMを12インチウェハ換算で月産4万枚生産する計画を進めている。この計画は、「特定高度情報通信技術活用システムの開発供給及び導入の促進に関する法律」に基づく「特定半導体生産施設整備等計画」に認定され、日本政府から最大約465億円の助成金を受ける。マイクロンによる広島工場の増強は、台湾積体電路製造（TSMC）とJapan Advanced Semiconductor Manufacturingによる熊本工場の建設、キオクシアとウエスタンデジタルによる四日市工場への共同投資に続き、「特定半導体生産施設整備等計画」への助成金交付が認められた3番目の計画となった。経済安全保障の観点から、日本政府は、10年以上継続して生産すること、需給がひっ迫した場合に増産に取り組むこと等を条件に、重要なロジック半導体やメモリ半導体を国内で量産する企業を支援するようになった。

## 沿革
- 1999年12月20日：エヌイーシー日立メモリ株式会社（英語: NEC-Hitachi Memory, Inc.）として設立。
- 2000年9月28日：商号をエルピーダメモリ株式会社（英語: Elpida Memory, Inc.）に変更[9]。
- 2003年
  - 3月：三菱電機からDRAM事業の譲り受け・開発エンジニアの受け入れを行う。
  - 8月：キングストンテクノロジーから約60億円の出資を受ける。
  - 9月：生産子会社として広島エルピーダメモリを設立する[85]。
- 2004年
  - 9月：広島エルピーダメモリが広島日本電気の全資産を取得する[86]。
  - 11月15日：東京証券取引所の市場第一部に株式を上場する[13]。
- 2005年8月：他3社との共同出資によってテラプローブを設立する[87][88]。
- 2006年
  - 1月：スパンションと提携して同社のマルチチップパッケージ用としてDRAMを供給を始める[89]。
  - 7月：アキタ電子・アキタセミコンダクタの事業譲渡を受けて生産子会社秋田エルピーダメモリを設立する[90]。
- 2007年
  - 1月：力晶半導体との合弁による瑞晶電子設立に正式合意に至る[91]。
  - 7月25日：生産子会社の広島エルピーダメモリの吸収合併を決定する[92]。
- 2008年
  - 4月1日：広島エルピーダメモリを吸収合併する[93]。
  - 4月24日：キマンダと技術・生産での提携を発表する[94]。
  - 6月11日：キマンダと技術・生産で戦略的技術開発提携で正式契約する[95]。
  - 11月27日：瑞晶電子を連結子会社化する[96]。
- 2009年
  - 3月25日：テラプローブを連結子会社化する[97]。
  - 4月1日：台湾当局の支援で新たに設立される台湾メモリ(TMC)との提携優先権を獲得する[98]（台湾当局の公的資金支援を受ける見込みであったが、この計画は後年に全て頓挫した[99]）。
  - 8月6日：キマンダ[100][101]からGDDR3・GDDR5に関する技術及び開発チームを譲渡されてドイツのミュンヘンにデザインセンターを開設する。
- 2010年：上期に台湾で、下期に広島で、 GDDR5の量産が開始される[102]。
- 3月：スパンションからフラッシュメモリの技術とイタリアにある研究開発拠点の譲渡を受けてフラッシュメモリとDRAMによる複合型メモリの開発を目指す[103]。
- 2011年
  - 1月：力晶半導体の生産分を全て購入する契約を結ぶ[104]。
  - 2月：台湾証券取引所に株式を上場する[49]。
- 2012年
  - 2月14日：2012年3月期第3四半期報告書に「継続企業の前提に関する重要な不確実性が認められる」との注記を加える[105][24]。
  - 2月27日：東京地方裁判所に会社更生法適用[34]と米国デラウェア州破産裁判所に米国連邦倒産法15条に基づく更生計画の認可を申請する。
  - 3月23日：会社更生手続開始が決定される[106][107]（秋田エルピーダメモリを含む）。
  - 3月28日：株式の上場が廃止される。
  - 5月10日：会更生計画に沿って、マイクロン·テクノロジとの協議が開始される[108]。
- 2013年
  - 2月28日：東京地方裁判所より更生計画の認可決定を受ける。
  - 5月27日：自己株式を除く発行済株式の全ての無償取得及び発行済株式の全ての消却・資本金の額及び資本準備金の額の減少を行う[42][43]。
  - 6月10日：更生計画認可決定が確定する[55]。
  - 6月26日：東京地方裁判所による更生計画認可決定について米国デラウェア州破産裁判所の承認を取得する[60]。
  - 7月31日：マイクロン·テクノロジとのスポンサー契約に最終合意する[68][69]（エルピーダメモリはマイクロン・テクノロジの子会社となる。また、坂本幸雄が代表取締役・管財人を辞任し、木下嘉隆がその後任に就く）。
- 2014年2月28日：商号をマイクロンメモリジャパン株式会社に変更する[72]。
- 2018年8月22日：商号をマイクロンメモリジャパン合同会社に変更する。
- 2020年7月22日：旧エルピーダメモリの更生手続終結が東京地方裁判所により決定される[109]。
- 2021年3月14日：中国新聞の取材により、東京本社を広島工場（東広島市八本松）に移転していたことが判明。
- 2021年12月17日：商号が再びマイクロンメモリジャパン株式会社となる[110]。

## 業績推移
| 会計年度 | 売上高  | 営業利益 | 経常利益 | 純利益  | 備考                                                           | 経済に関連する時事                                              |
| -------- | ------- | -------- | -------- | ------- | -------------------------------------------------------------- | --------------------------------------------------------------- |
| 2001     | 29,690  | NA       | 987      | 748     | NA                                                             | ハイニックス半導体経営破綻                                      |
| 2002     | 78,270  | NA       | 26,161   | 26,563  | NA                                                             | アメリカ同時多発テロ事件・アフガニスタン紛争                    |
| 2003     | 63,235  | NA       | 22,607   | 26,084  | 坂本幸雄代表取締役就任                                         | イラク戦争                                                      |
| 2004     | 100,441 | 26,439   | 25,460   | 26,865  | NA                                                             | NA                                                              |
| 2005     | 207,028 | 15,116   | 10,684   | 8,213   | 東京証券取引所市場第一部6665株式上場                           | NA                                                              |
| 2006     | 241,554 | 144      | 3,076    | 4,708   | 2002年のシャーマン反トラスト法違反訴訟の和解に関する引当金計上 | NA                                                              |
| 2007     | 490,039 | 68,420   | 63,636   | 52,943  | NA                                                             | レバノン侵攻・タイ軍事クーデター・ヨーロッパ広域停電            |
| 2008     | 405,481 | 24,940   | 39,623   | 23,542  | レックスチップ操業開始                                         | パリバ·ショック                                                 |
| 2009     | 331,049 | 147,389  | 168,757  | 178,870 | NA                                                             | リーマン·ショック・サブプライム住宅ローン危機・キマンダ経営破綻 |
| 2010     | 466,953 | 26,845   | 12,290   | 3,085   | NA                                                             | ギリシャ危機                                                    |
| 2011     | 514,316 | 35,788   | 13,854   | 2,096   | NA                                                             | 福島第一原子力発電所事故                                        |
| 2012     | NA      | NA       | NA       | NA      | 経営破綻                                                       | NA                                                              |

## テレビ番組
- 日経スペシャル ガイアの夜明け 技術立国ニッポンの決断 〜日の丸メモリー 最後の反撃〜（2003年7月22日、テレビ東京）[111]

## 書籍

### 関連書籍
- 『エルピーダは蘇った 異色の経営者坂本幸雄の挑戦』（著者:松浦晋也）（2006年7月24日、日経BP社）ISBN 9784822245238
- 『正論で経営せよ 技術立国ニッポン復活へ、54の提言』』（著者:坂本幸雄）（2017年3月1日、ウェッジ）ISBN 9784863101814
- 『不本意な敗戦 エルピーダの戦い』（著者:坂本幸雄）（2013年10月9日、日本経済新聞出版社）ISBN 9784532318994